# Esoko
Esoko Networks Limited (чаще Esoko; от e — электронный и с суахили soko — рынок) — африканская компания провайдер одноимённой мобильной платформы предоставляющей информационные и коммуникационные инструменты для фермеров чёрного континента.
Компания ставит перед собой цель повысить доходы африканских фермеров, особенно в сельских районах с неразвитой инфраструктурой, за счёт предоставления им точной информации о текущей рыночной конъюнктуре, а также дополнительных необходимых сервисов.

## Организация
Компания основана в 2004 году, переехавшим в 2000 году в Гану британским создателем доткомов Марком Дэвисом (англ. Mark Davies) под именем TradeNet (торговая сеть).
В 2005 году Марк Дэвис создал прототип системы затратив на это 600 000 долларов США собственных средств и 200 тыс. привлечённых.
В 2009 году, создав полностью работоспособную и отлаженную систему, компания изменила название на Esoko Networks Limited.
Штаб-квартира компании расположена в столице Ганы Аккре.
Среди инвесторов и спонсоров компании Acumen, Международная финансовая корпорация, Фонд Сороса и другие крупнейшие социальные инвесторы.

## Деятельность
Esoko Networks Limited использует две бизнес-модели для получения дохода.
Во-первых, мобильная платформа Esoko обеспечивает автоматизированное персонифицированное информационное и консультационное обслуживание агро-проектов, предприятий и частных лиц.
В частности по запросу фермеры могут получать по SMS информацию о текущих ценах, спросе и предложении на производимую ими продукцию, погоде в выбранных регионах, доступ к базе знаний, устанавливать необходимые контакты.
В платформе реализованы принципы торговой системы — можно выставлять заявки на продажу и покупку сельхозпродукции.
Услуги доступны на множестве языков распространённых в Африке.
Подключившиеся к сервису фермеры получают в среднем пять SMS в неделю — два с прогнозом погоды, ещё два с сельскохозяйственными рекомендациями и одно с рыночными ценами.
Первоначально организаторы сервиса планировали предоставлять информацию бесплатно, получать средства с рекламы.
Позже была выбрана платная модель распространения контента.
Стоимость доступа к пакету начинается с около 1 доллара США в месяц.
Во-вторых, компания предоставляет исследовательским организациям возможность проводить опросы и исследования сельскохозяйственного рынка Африки.
Стоимость контракта, например, на заполнение одной анкеты начинается в среднем с 3 долларов США за человека.
Среди дополнительных услуг Esoko Networks Limited консультации и тренинги для клиентов.
Информацию о ценах компания получает из открытых источников и через сеть сборщиков информации на местах.
На 2014 год компания предоставляла свои сервисы в нескольких африканских странах: Буркина-Фасо, Гане, Замбии, Камеруне, Кении, Кот-д’Ивуаре, Мадагаскаре, Малави, Мали, Мозамбике, Нигерии, Эфиопии.
Хотя Esoko Networks Limited изначально была настроена на получение прибыли и оказывает только платные услуги, заметная часть операционных расходов субсидируется за счёт вложений инвесторов и пожертвований.

## Оценки
По данным проведённого в 2011 году независимого исследования французского Национального института сельскохозяйственных исследований, мелкие фермеры северной Ганы оценивают увеличение доходов от использования Esoko в размере 10 %.
По данным Всемирного банка прибыль фермеров от использования системы составляет 30-40 %%.

### Официальные ресурсы
- Официальный сайт: esoko.com
- Facebook: EsokoNews.
- Twitter: esoko.
- LinkdeIn: esoko.
- YouTube: esokonetworks.
- Персональный сайт Марка Дэвиса: markdavies.net

### Справочники
- CrunchBase: esoko.

### Публикации
- Texting TradeNet: What’s the price of soya beans?
- In African agriculture, information is power.
- ICTworks Profile of Esoko: Bringing the Market to Africa’s Fingertips.
- Esoko (Ghana): a social business connected with farmers.